# Százéves cukrászda

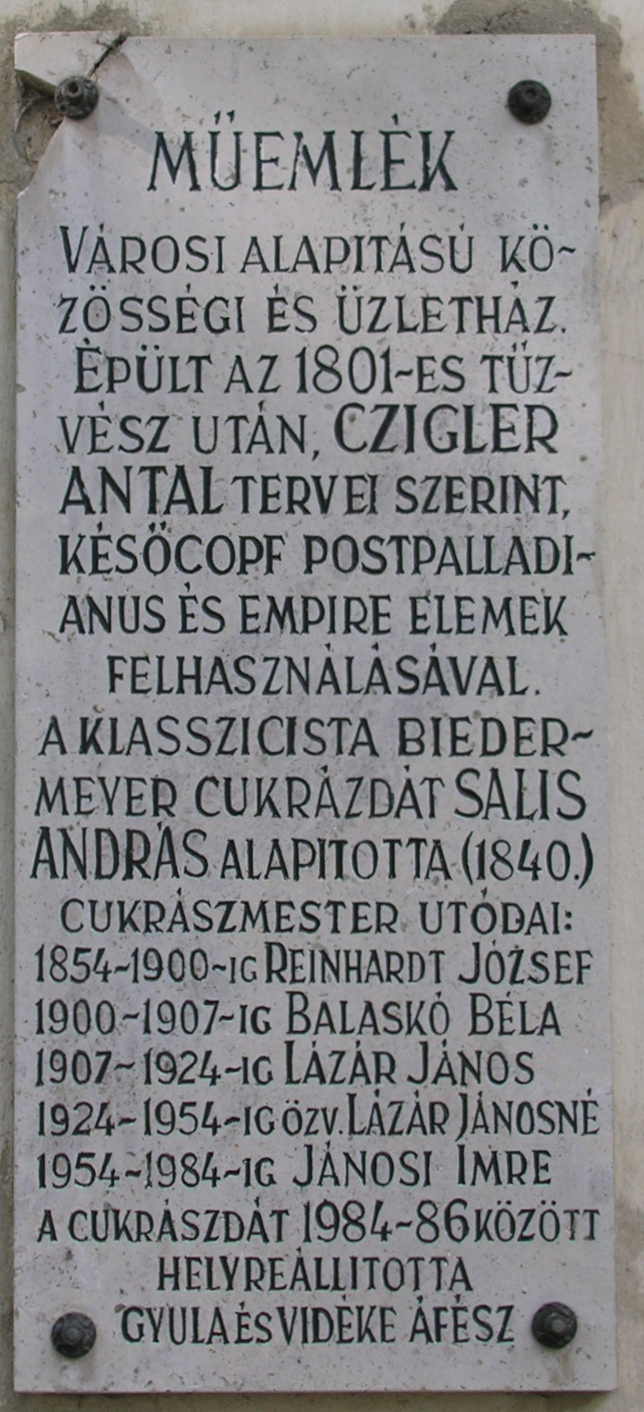
Emléktábla a Százéves cukrászda falán

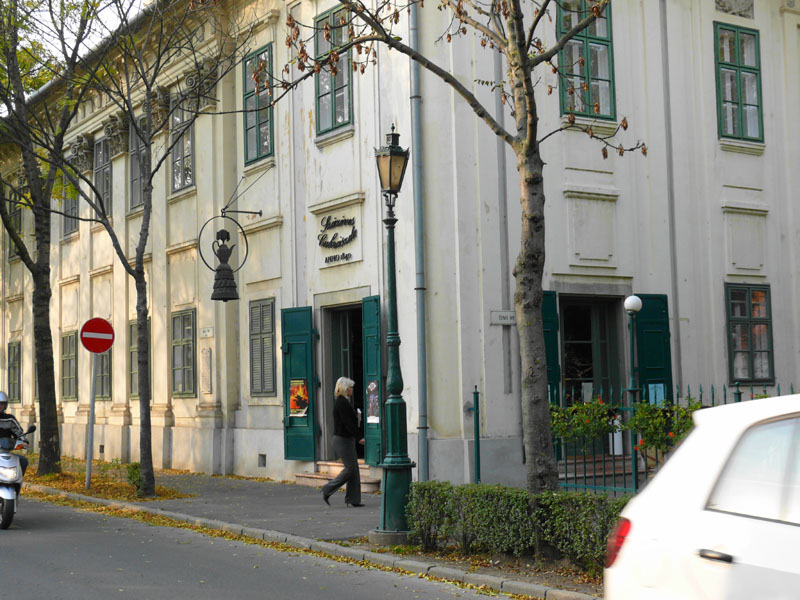
A Százéves cukrászda épülete

A Százéves cukrászda Gyula egyik leglátogatottabb nevezetessége és az egyik legszebb épülete. Az Erkel Ferenc tér 1. alatt álló épület mellett az egykori cukrászműhelyben berendezett cukrászmúzeum látogatható.

## Története
Állítólag Magyarország második legrégebben üzemelő cukrászdája Gyula központjában, az Erkel tér sarkán (Erkel tér 1. sz.) a 18. század végén copf stílusban emelt egyemeletes polgárházban működik.
Az épületet az 1801. évi tűzvész után id. Czigler Antal tervezte és építette Trachberger János nyugalmazott főhadnagy és neje, Dank Anna számára. A  földszintjén 1803-ban édességbolt nyílt, majd a  házban gyógyszertár működött. Ennek a helyén 1840-ben Salis András cukrászdát alakított ki. 1854-ben az épület tulajdonosa az alapító cukrász rokona, Reinhardt József lett, aki a cukrászdát is átvette. Reinhardt 1887-ben hunyt el. 1900-tól a cukrászdának több tulajdonosa is volt. 1900 és 1907 között Balaskó Béla volt a tulajdonos; őt Lázár János követte. Lázár János halála után, 1924-től özv. Lázár Jánosné vezette a cukrászdát 1954-ig. 1954 és 1984 között Jánosi Imre volt a tulajdonos. 1984 és 1986 között az épületen nagy tatarozást végeztetett a Gyula és Vidéke ÁFÉSZ.
A cukrászda csak az épület egy részét foglalja el; az emeleten már a 19. században lakásokat alakítottak ki. 1897 és 1910 között ebben az épületben működött a gyulai M. Kir. Járásbíróság is.
A cukrászda 2014-ben nagyszabású felújításon esett át; jelenleg is működik.

## Galéria

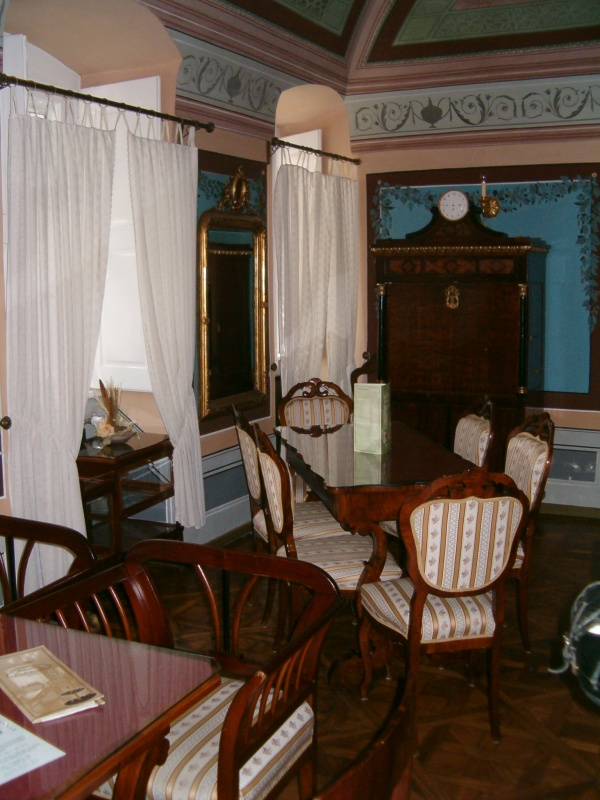
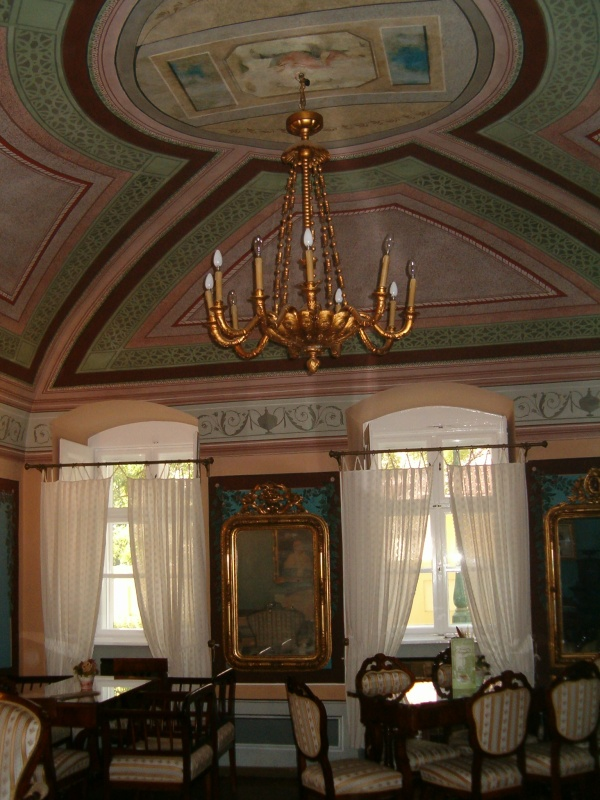
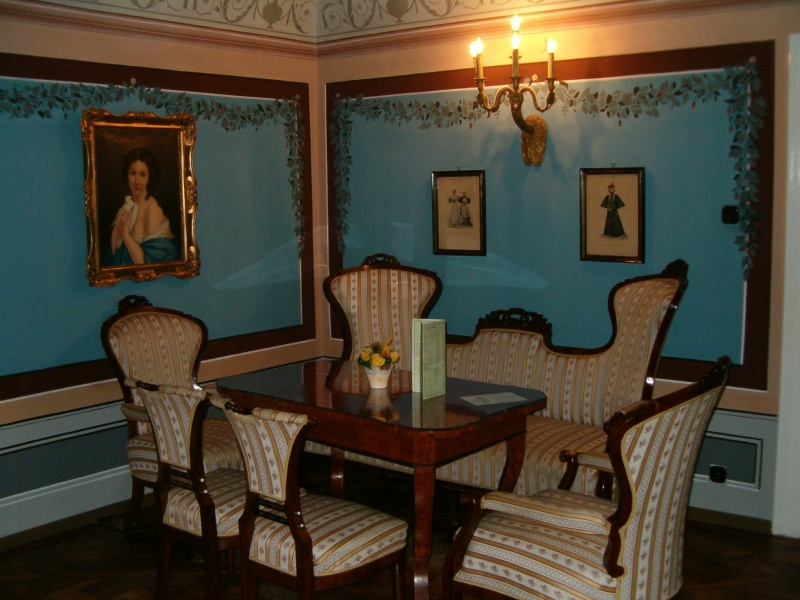
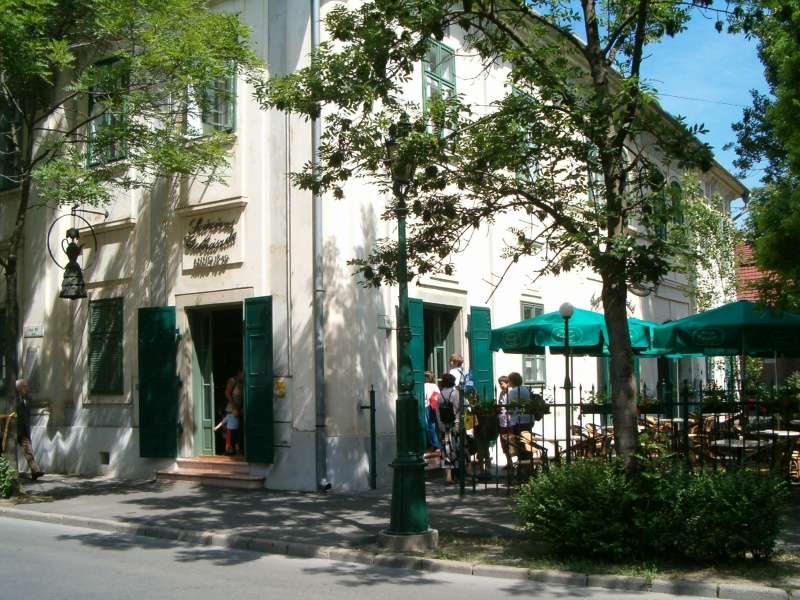

## Kiállításai
- Cukrászmúzeum
- Simonyi Imre-emlékszoba.